# USS Neosho (1939)
De USS Neosho (i) (AO-23) was een Amerikaans gewapend marine-tankschip, dat in het begin van de Pacific-oorlog in de haven van Pearl Harbor lag. Op 7 december 1941 ontsnapte hij ternauwernood aan de totale vernietiging, tijdens de aanval van de Japanse Keizerlijke Marine-luchtmacht. Tijdens de Slag in de Koraalzee in mei 1942 werd het zwaar beschadigd en door eigen schepen tot zinken gebracht.

## Bouw
De kiel van deze Cimarron-klasse tanker werd op 22 juni 1938 gelegd en op 24 april 1939 tewatergelaten. Het kwam in dienst op 7 augustus 1939.

## Activiteiten
De USS Neosho kwam in dienst als shuttletanker tussen de Amerikaanse westkust en de marinebasis op Pearl Harbor. Op 6 december 1941 kwam ze volgeladen de haven binnenvaren om de lading met vliegtuigbrandstof te lossen. 

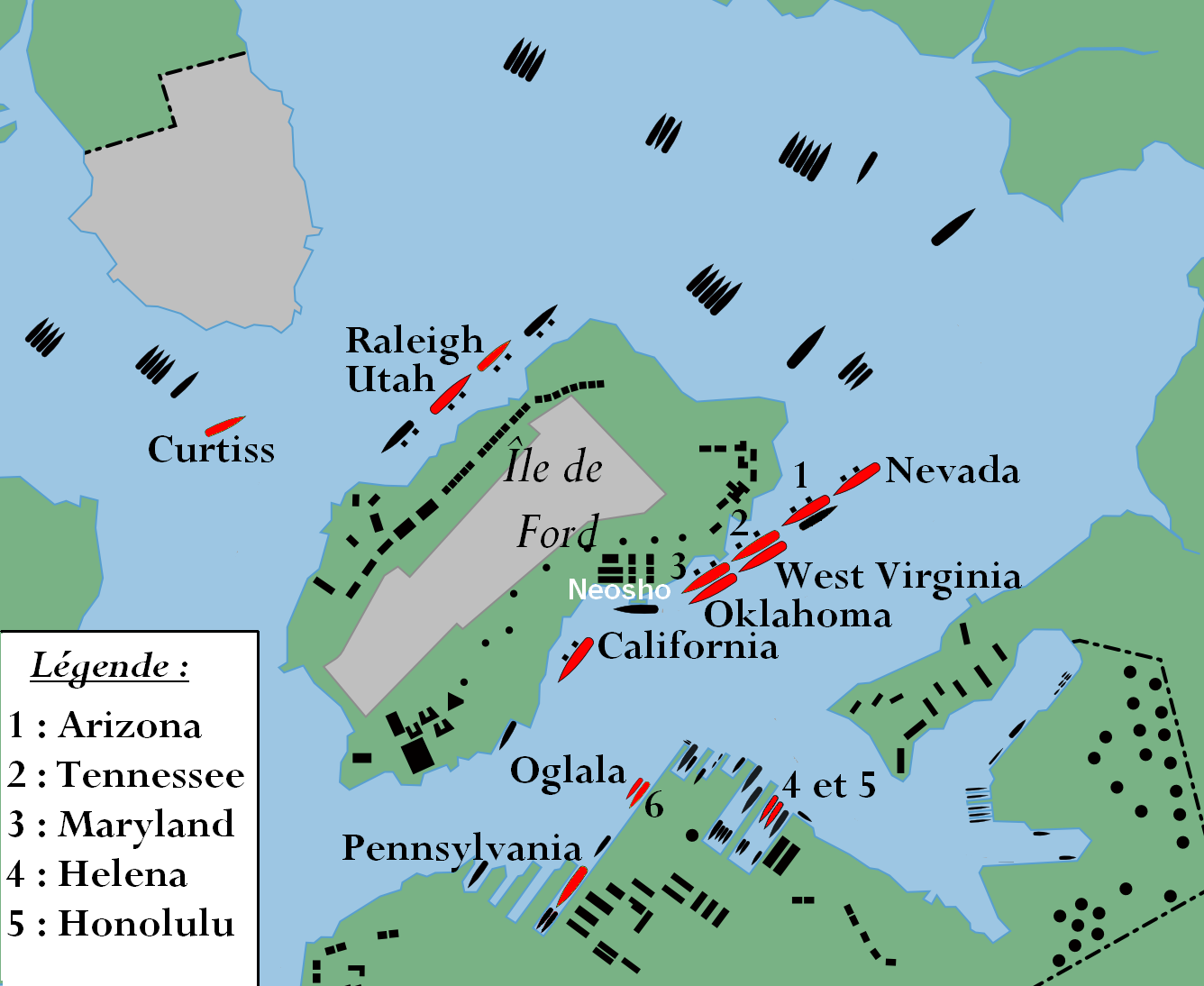
Locatie USS Neosho op 7 december 1941

Omstreeks 08.00 uur op zondag 7 december vielen de eerste Japanse torpedo- en duikbommenwerpers de haven van Pearl Harbor aan. De nietsvermoedende Amerikanen werden totaal verrast door de aanvallende Zero's, die hun slagschepen en de haveninstallaties begonnen aan te vallen. De luchtmachtbases Wheeler, Hickham en Ford Island werden eveneens aangevallen, zodat vele vliegtuigen totaal vernietigd werden. In de haven werden de slagschepen getorpedeerd en gebombardeerd, waarvan de USS Arizona (BB-39) in de lucht vloog.
De USS Neosho lag nabij de naast elkaar liggende slagschepen USS Oklahoma (BB-37) en de USS Maryland (BB-46), geladen met vliegtuigbenzine. De USS Oklahoma kreeg achtereenvolgens vijf vliegtuigtorpedo's te incasseren en mede diverse bommen op het slagschip en zijn naaste buur. Ondertussen vloog de USS Arizona in de lucht en verspreidde een brandende olielaag over het water. De USS Oklahoma begon gevaarlijk naar bakboord over te hellen. Dit gevaar was echter 'gering' in vergelijking met wat het tankschip bij de twee brandende slagschepen gemeerd lag.
Het marine-tankschip was het eerst dat ervandoor ging. Kapitein-ter-Zee John S. Philipps zag onmiddellijk hoe groot het gevaar was dat zijn schip opleverde. Maar toen de USS Neosho de trossen kapte, werd de USS Oklahoma nog eens aangevallen, en het was slechts een kwestie van minuten, voordat het slagschip begon over te hellen en kapseisde. De USS Neosho kon het achterschip van de USS Oklahoma nog maar net ontwijken, en toen hij weg voer, kwamen twee Japanse Nakajima B5N "Kate"-torpedovliegtuigen laag over het water aangevlogen op een koers, die hun torpedo's tegen twee van de andere slagschepen tot explosie zou brengen.
Doordat ze moesten uitwijken voor het felle afweervuur van de olietanker, misten hun torpedo's maar nipt het marine-tankschip. De USS Neosho kon zich uit de buurt reppen. De geconcentreerde aanval was echter vooral gericht tegen de slagschepen en de installaties op Ford Eiland. De vliegvelden kregen het ook hard te verduren, eveneens de kazernes en de stad Honolulu zelf, door de Zero's. Doordat de Japanse vliegtuigen moesten terugkeren naar hun vloot, voor nieuwe bommen en brandstof, kreeg de Navy even adempauze om zich te herstellen tegen de volgende aanval. De USS Neosho kon zich verwijderen naar een hoek van de haven waar er minder schepen lagen afgemeerd. Zo kon hij toen zichzelf redden.

### Neosho-gissing
Als de olietanker, die ligplaats had gehad bij de brandstoftanks op Ford Island, in brand geschoten was, zou hij de 4 slagschepen die in de buurt lagen, de USS Maryland, USS Tennessee (BB-43), USS Oklahoma en de USS West Virginia (BB-48), met zijn brandende benzine overspoeld hebben en zouden waarschijnlijk ook de brandstoftanks aan de wal, in vlammen zijn opgegaan. Zeer zeker zouden de bunkertanks en munitieopslagruimtes van de schepen ontploft zijn geweest, wat zeker een ramp zou teweeg hebben gebracht.

## Einde USS Neosho

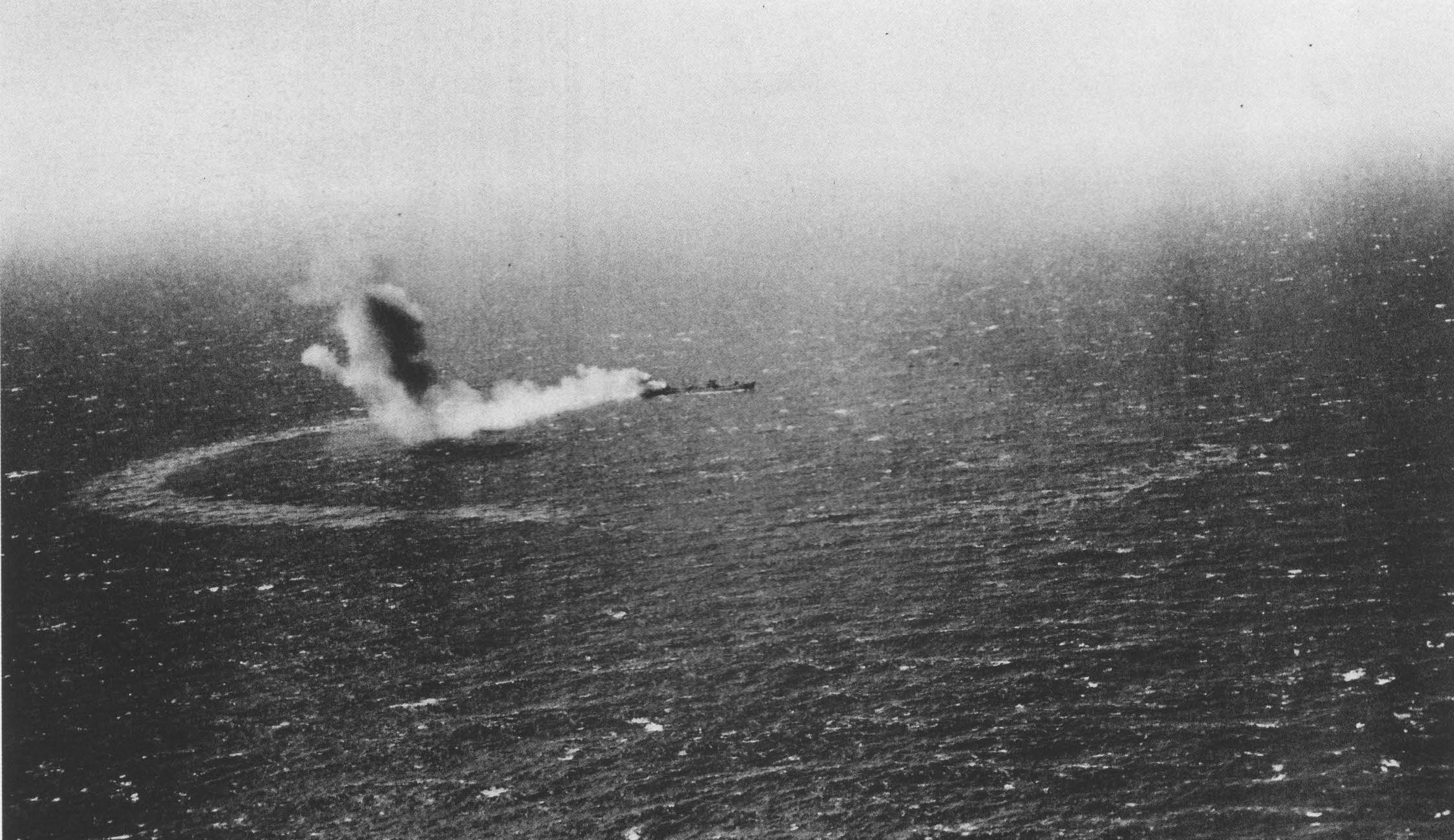
Brandende USS Neosho in de Koraalzee

De USS Neosho, nog onder commando van Philipps, werd hevig beschadigd gedurende de Slag in de Koraalzee op 7 mei 1942. Haar begeleidende torpedojager USS Sims (DD-409) werd eveneens zwaar beschadigd en tot zinken gebracht. Het tankschip werd ontruimd wegens ontploffingsgevaar. De overlevenden stapten over op de torpedobootjager USS Henley. Met het gedacht dat het tankschip toch zou uitbrandden en zinken, bleef ze nog vijf dagen ronddrijven als een brandende fakkel. Uiteindelijk gaf de USS Henley (DD-391) op 11 mei het schip met zijn kanonnen het genadeschot zodat het zonk.